# Campeonato del Mundo de patinaje de velocidad en línea 1997
El Campeonato Mundial de patinaje de velocidad en línea de 1997 tuvo lugar del 1 al 9 de noviembre de 1997 en Mar de Plata, Argentina. Fue el la primera ocasión que la que Argentina organizó el campeonato mundial.
Los participantes más exitosas fueron Julie Brandt con cuatro medallas de oro en mujeres y Chad Hedrick con siete medallas de oro para hombres.

## Mujeres
| Distancia            | Oro                                                     | Plata                                                        | Bronce                                    |
| Pista                | Pista                                                   | Pista                                                        | Pista                                     |
| -------------------- | ------------------------------------------------------- | ------------------------------------------------------------ | ----------------------------------------- |
| 300 m Contrarreloj   | Adelia Marra                                            | Valentina Belloni                                            | Cheryl Ezzell                             |
| 500 m Sprint         | Valentina Belloni                                       | Desley Hill                                                  | Julie Brandt                              |
| 1.500 m Sprint       | Julie Brandt                                            | Cheryl Ezzell                                                | Andrea Haritchelhar                       |
| 3.000 m Línea        | Cheryl Ezzell                                           | Yi-Chin Pan                                                  | Oh-Soom Kwon                              |
| 5.000 m Puntos       | Rosana Sastre                                           | Sheila Herrero                                               | Caroline Jean                             |
| 10.000 m Eliminación | Theresa Cliff                                           | Adelia Marra                                                 | Rosana Sastre                             |
| 5.000 m Relevos      | Estados Unidos Julie Brandt Cheryl Ezzell Theresa Cliff | Italia · Nicoletta Gallessi · Adelia Marra · Simona Vesprini | Taiwán Ya-Wen Chen Pei-Yi Lee Shin-Yu Hou |
| Ruta                 |                                                         |                                                              |                                           |
| 300 m Contrarreloj   | Valentina Belloni                                       | Adelia Marra                                                 | Cheryl Ezzell                             |
| 500 m Sprint         | Valentina Belloni                                       | Julie Brandt                                                 | Andrea González                           |
| 1.500 m Sprint       | Julie Brandt                                            | Cheryl Ezzell                                                | Desley Hill                               |
| 3.000 m Línea        | Theresa Cliff                                           | Simona Vesprini                                              | Erika Rueda                               |
| 5.000 m Puntos       | Cheryl Ezzell                                           | Theresa Cliff                                                | Sheila Herrero                            |
| 10.000 m Eliminación | Theresa Cliff                                           | Cheryl Ezzell                                                | Rosana Sastre                             |
| Larga distancia      |                                                         |                                                              |                                           |
| 42.195 m Marathon    | Julie Brandt                                            | Cheryl Ezzell                                                | Anne Titze                                |

## Hombres
| Distancia            | Oro                                                   | Plata                                                           | Bronce                                                                    |
| Pista                | Pista                                                 | Pista                                                           | Pista                                                                     |
| -------------------- | ----------------------------------------------------- | --------------------------------------------------------------- | ------------------------------------------------------------------------- |
| 300 m Contrarreloj   | Ippolito Sanfratello                                  | Chad Hedrick                                                    | Keith Turner                                                              |
| 500 m Sprint         | Ippolito Sanfratello                                  | Keith Turner                                                    | Alessio Gagglioli                                                         |
| 1.500 m Sprint       | Chad Hedrick                                          | Jorge Botero                                                    | Ippolito Sanfretello                                                      |
| 5.000 m Línea        | Derek Downing                                         | Chad Hedrick                                                    | Jorge Botero                                                              |
| 10.000 m Puntos      | Chad Hedrick                                          | Derek Downing                                                   | Christopher Luxton                                                        |
| 20.000 m Eliminación | Chad Hedrick                                          | Arnaud Gicquel                                                  | Massimiliano Presti                                                       |
| 10.000 m Relevos     | Estados Unidos Derek Downing Chad Hedrick Scott Hiatt | Italia · Marco Giannini · Fabio Marangoni · Massimiliano Presti | Colombia · Jorge Botero · Juan Carlos Betancur · José Fernando Bustamanti |
| Ruta                 |                                                       |                                                                 |                                                                           |
| 300 m Contrarreloj   | Keith Turner                                          | Ippolito Sanfratello                                            | Alessandro Cantarella                                                     |
| 500 m Sprint         | Keith Turner                                          | Derek Downing                                                   | Carlos Alberto Penagos                                                    |
| 1.500 m Sprint       | Chad Hedrick                                          | Jorge Botero                                                    | Bradley Hollingbery                                                       |
| 5.000 m Línea        | Derek Downing                                         | Chad Hedrick                                                    | Juan Carlos Betancur                                                      |
| 10.000 m Puntos      | Chad Hedrick                                          | Massimiliano Presti                                             | Arnaud Gicquel                                                            |
| 20.000 m Eliminación | Chad Hedrick                                          | Arnaud Gicquel                                                  | Derek Downing                                                             |
| Larga distancia      |                                                       |                                                                 |                                                                           |
| 42.195 m Marathon    | Derek Downing                                         | Pascal Briand                                                   | Chad Hedrick                                                              |

## Medallero
| Pos. | País           | Oro | Plata | Bronce | Total |
| ---- | -------------- | --- | ----- | ------ | ----- |
| 1.   | Estados Unidos | 21  | 12    | 6      | 39    |
| 2.   | Italia         | 6   | 8     | 4      | 18    |
| 3.   | Argentina      | 1   | 0     | 4      | 5     |
| 4.   | Francia        | 0   | 3     | 2      | 5     |
| 5.   | Colombia       | 0   | 2     | 5      | 7     |
| 6.   | Australia      | 0   | 1     | 3      | 4     |
| 7.   | China Taipéi   | 0   | 1     | 1      | 2     |
| 7.   | España         | 0   | 1     | 1      | 2     |
| 9.   | Alemania       | 0   | 0     | 1      | 1     |
| 9.   | Corea del Sur  | 0   | 0     | 1      | 1     |

- Datos: Q18625952